# Lomariopsis recurvata
Lomariopsis recurvata är en ormbunkeart som beskrevs av Fée. Lomariopsis recurvata ingår i släktet Lomariopsis och familjen Lomariopsidaceae. Inga underarter finns listade.